# USS Foreman (DE-633)
USS Foreman (DE-633) là một tàu hộ tống khu trục lớp Buckley được Hải quân Hoa Kỳ chế tạo trong Chiến tranh Thế giới thứ hai. Tên nó được đặt theo Thiếu úy Hải quân Andrew Lee Foreman (1920-1942), người từng phục vụ trên tàu tuần dương hạng nặng New Orleans (CA-32), đã tử trận trong Trận Tassafaronga vào ngày 30 tháng 11, 1942 và được truy tặng Huân chương Chữ thập Hải quân. Nó đã phục vụ cho đến khi chiến tranh kết thúc, xuất biên chế năm 1946 và bị tháo dỡ năm 1966. Foreman được tặng thưởng năm Ngôi sao Chiến trận do thành tích phục vụ trong Thế Chiến II.

## Thiết kế và chế tạo
Những chiếc thuộc lớp tàu hộ tống khu trục Buckley có chiều dài chung 306 ft (93 m), mạn tàu rộng 37 ft 1 in (11,30 m) và độ sâu mớn nước khi đầy tải là 11 ft 3 in (3,43 m). Chúng có trọng lượng choán nước tiêu chuẩn 1.400 tấn Anh (1.400 t); và lên đến 1.740 tấn Anh (1.770 t) khi đầy tải. Hệ thống động lực bao gồm hai turbine hơi nước General Electric công suất 13.500 mã lực (10.100 kW), dẫn động hai máy phát điện công suất 9.200 kilôwatt (12.300 hp) để vận hành hai trục chân vịt;  công suất 12.000 hp (8.900 kW) cho phép đạt được tốc độ tối đa 23 kn (26 mph; 43 km/h), và có dự trữ hành trình 6.000 nmi (6.900 mi; 11.000 km) khi di chuyển ở vận tốc đường trường 12 kn (14 mph; 22 km/h).
Vũ khí trang bị bao gồm ba pháo 3 in (76 mm)/50 cal trên tháp pháo nòng đơn có thể đối hạm hoặc phòng không, một khẩu đội 1,1 inch/75 caliber bốn nòng và tám pháo phòng không Oerlikon 20 mm. Vũ khí chống ngầm bao gồm một dàn súng cối chống tàu ngầm Hedgehog Mk. 10 (có 24 nòng và mang theo 144 quả đạn); hai đường ray Mk. 9 và tám máy phóng K3 Mk. 6 để thả mìn sâu. Khác biệt đáng kể so với lớp Evarts dẫn trước là chúng có thêm ba ống phóng ngư lôi Mark 15 21 inch (533 mm). Thủy thủ đoàn đầy đủ bao gồm 186 sĩ quan và thủy thủ.
Foreman được đặt lườn tại xưởng tàu của hãng Bethlehem Steel Corporation tại San Francisco, California vào ngày 9 tháng 3, 1943. Nó được hạ thủy vào ngày 1 tháng 8, 1943; được đỡ đầu bởi cô Nadine Foreman, em gái Thiếu úy Foreman, và nhập biên chế vào ngày 22 tháng 10, 1943 dưới quyền chỉ huy của Hạm trưởng, Thiếu tá Hải quân Charles A. Manston.

## Lịch sử hoạt động
Foreman đi đến Funafuti thuộc quần đảo Ellice vào ngày 28 tháng 1, 1944, và trong chín tháng tiếp theo đã đảm nhiệm vai trò hộ tống vận tải tại khu vực Tây Nam Thái Bình Dương. Con tàu đã bảo vệ cho việc vận chuyển lực lượng và tiếp liệu cùng các tàu chiến lớn trong các chiến dịch của lực lượng Đồng Minh tại khu vực phía Bắc quần đảo Solomon và phía Tây New Guinea. Trong nhiều dịp nó đã phục vụ tuần tra chống tàu ngầm. Đi đến Sydney, Australia để bảo trì vào ngày 29 tháng 9, con tàu quay trở lại Hollandia vào ngày 18 tháng 10, rồi lại ra khơi vào ngày 26 tháng 10 để hộ tống cho hai tàu bệnh viện đi đến Leyte, Philippines vừa mới được giải phóng, đến nơi vào ngày 30 tháng 10. Một trong hai con tàu đã chất đầy thương binh ngay trong ngày hôm đó, nên trước nữa đêm Foreman đã hộ tống nó quay trở lại Kossol Roads.
Sau khi hộ tống một đoàn tàu vận tải tiếp liệu đi đến vịnh San Pedro vào đầu tháng 11, Foreman chuyển sang vai trò hộ tống các tàu chiến, tàu phụ trợ và tàu buôn di chuyển giữa căn cứ Manus đến Hollandia, Eniwetok, Majuro và Ulithi. Từ ngày 9 đến ngày 19 tháng 3, 1945, nó phục vụ như tàu căn cứ tại Kossol Roads, rồi lên đường đi Ulithi, nơi nó được điều động sang Lực lượng Đặc nhiệm 54 thuộc Đệ Ngũ hạm đội để chuẩn bị cho cuộc đổ bộ tiếp theo lên Okinawa.
Khởi hành từ Ulithi vào ngày 21 tháng 3 và đi đến ngoài khơi Okinawa hai ngày sau đó, Foreman trải qua năm ngày tiếp theo bắn phá bờ biển nhằm chuẩn bị cho cuộc đổ bộ chính sẽ diễn ra vào ngày 1 tháng 4. Vào ngày 27 tháng 3, khi đơn vị của nó bị đối phương không kích, hỏa lực phòng không của nó đã bắn rơi một máy bay Nhật rơi sát cạnh mũi tàu, nhưng không gây ra thươn vong. Sau cuộc đổ bộ con tàu đảm nhiệm tuần tra chống tàu ngầm tại khu vực Kerama Retto. Tại đây vào ngày 3 tháng 4, nó chịu đựng hư hại do một vụ ném bom; một máy bay ném bom đối phương đơn độc đã ném một quả bom xuyên thủng qua lườn tàu và kích nổ khoảng 30 ft (9,1 m) bên dưới con tàu. Nó bị mất điện toàn bộ, ngập nước một phòng nồi hơi và hai thủy thủ đã tử trận. Tuy nhiên hư hỏng được kiểm soát chỉ sau 30 phút, và việc sửa chữa cho phép nó di chuyển về Kerama Retto bằng chính động lực của mình để được sửa chữa khẩn cấp.
Sau khi được sửa chữa toàn bộ tại Ulithi từ ngày 17 tháng 4 đến ngày 29 tháng 5, Foreman quay trở lại hoạt động tuần tra ngoài khơi Okinawa từ ngày 3 tháng 6. Trong những nỗ lực tuyệt vọng nhằm cố đảo ngược thế cờ, Nhật Bản tiếp tục tung ra các đợt tấn công tự sát Kamikaze quy mô lớn. Vào ngày 11 tháng 6, với sự giúp đỡ từ một tàu hộ tống khu trục chị em, nó bắn rơi một chiếc Kamikaze trước khi đối phương kịp đâm vào nó. Đến ngày 29 tháng 6, nó được điều sang một lực lượng đặc nhiệm, bảo vệ cho hoạt động quét mìn trong biển Hoa Đông và không kích các mục tiêu đối phương dọc bờ biển Trung Quốc, cho đến khi nó quay trở lại Okinawa vào ngày 16 tháng 8 cho một lượt đại tu ngắn.
Sau khi Nhật Bản chấp nhận đầu hàng vào ngày 15 tháng 8 giúp kết thúc cuộc xung đột, Foreman làm nhiệm vụ hộ tống các đoàn tàu vận tải chuyển lực lượng chiếm đóng từ vịnh Buckner sang Nhật Bản và Triều Tiên. Khi đã hoàn thành nhiệm vụ, với hành khách là những cựu chiến binh hồi hương, nó khởi hành từ Wakayama vào ngày 26 tháng 9 cho hành trình quay trở về Hoa Kỳ. Về đến San Diego vào ngày 17 tháng 10, nó tiễn hành khách rời tàu trước khi tiếp tục hành trình đi sang vùng bờ Đông. Con tàu được cho xuất biên chế tại Green Cove Springs, Florida vào ngày 28 tháng 6, 1946 và được đưa về Hạm đội Dự bị Đại Tây Dương. Nó không bao giờ được đưa ra hoạt động trở lại; tên nó được cho rút khỏi danh sách Đăng bạ Hải quân vào ngày 1 tháng 4, 1965, và con tàu được bán để tháo dỡ vào năm 1966.

## Phần thưởng
Foreman được tặng thưởng năm Ngôi sao Chiến trận do thành tích phục vụ trong Thế Chiến II.
|             |  |  |
| Silver star |  |  |

| Dãi băng Hoạt động Tác chiến (truy tặng)                                | Dãi băng Hoạt động Tác chiến (truy tặng) | Huân chương Chiến dịch Hoa Kỳ        | Huân chương Chiến dịch Hoa Kỳ                  |
| Huân chương Chiến dịch Châu Á-Thái Bình Dương với 5 Ngôi sao Chiến trận | Huân chương Chiến thắng Thế Chiến II     | Huân chương Chiến thắng Thế Chiến II | Huân chương Giải phóng Philippine (Philippine) |